# Хан Со Хі
У цьому корейському імені прізвище (Хан) стоїть перед особовим ім'ям.
Хан Со Хі (кор. 한소희, ханча: 韓韶禧; нар. Лі Со Хі (кор. 이소희, ханча: 李韶禧); 18 листопада 1994, Ульсан, Південна Корея) — південнокорейська акторка і модель. Розпочала кар'єру як персонажка другого плану в телесеріалах «Квітка грошей» (2017), «Моєму принцу 100 днів» (2018) та «Безодня» (2019), перш ніж зіграти головні ролі в серіалі JTBC «Світ подружньої пари» (2020) в ролі Йо Да Кьон, що принесло їй широке визнання, а також в серіалах «І все-таки» (2021) і «Моє ім'я» (2021).

## Раннє життя
Хан народилася як Лі Со Хі (кор.: хангиль: 이소희) 18 листопада 1994 року в Ульсані, Південна Корея. Вона відвідувала Ульсанську середню школу для дівчат і Ульсанську середню школу мистецтв.

## Кар'єра

### 2017—2019: Початок кар'єри
Хан знялась у музичному кліпі SHINee «Tell Me What To Do» у 2016 році. Її акторський дебют відбувся в другорядній ролі у серіалі «Возз'єднані світи» (2017). Свої перші головні ролі вона отримала в серіалі MBC TV «Квітка грошей» у 2017 році та у серіалі tvN «Моєму принцу 100 днів» у 2018 році. Пізніше у 2018 році вона зіграла головну роль у фільмі KBS2 «Після дощу» і з'явилася у кліпі Роя Кіма «The Hardest Part». У 2019 році Хан Со Хі зіграла роль другого плану в серіалі tvN «Безодня» разом з Ан Хьо Соп і Пак По Йон.

### 2020: Широке визнання завдяки «Світ подружньої пари»
У 2020 році Хан знялася в хіті JTBC «Світ подружньої пари» разом з Кім Хі Е та Пак Хе Джун, у якому вона зіграла головну роль молодої коханки. Драма відзначена як найпопулярніша драма в історії корейського кабельного телебачення. Хан отримала широке визнання завдяки успіху драми.

### 2021–тепер: Головні ролі
У 2021 році Хан зіграла головну роль у романтичній драмі JTBC «І все-таки» разом із Сон Каном. Пізніше того ж року вона знялася в оригінальному кримінальному бойовику від Netflix «Моє ім'я» в ролі дівчини, яка прагне помститися за вбивство свого батька.
У 2022 році Хан з'явилася в чотирисерійному міні-серіалі Disney+ «Саундтрек №1» разом із Пак Хьон Сіком.

## Фільмографія

### Фільми
| Рік  | Назва          | Роль | Замітки                           | Прим.  |
| ---- | -------------- | ---- | --------------------------------- | ------ |
| 2016 | «Сильний сніг» | Соль | Дебютна роль; Показ на 24-му JIFF | [ 11 ] |

### Телесеріали
| Рік  | Назва                   | Роль                    | Замітки                 | Мережа | Прим.  |
| ---- | ----------------------- | ----------------------- | ----------------------- | ------ | ------ |
| 2017 | «Возз'єднані світи»     | Лі Со Вон               |                         | SBS    | [ 12 ] |
| 2017 | «Квітка грошей»         | Юн Со Вон               |                         | MBC    | [ 13 ] |
| 2018 | «Моєму принцу 100 днів» | Кім Со Хє               |                         | tvN    | [ 3 ]  |
| 2018 | «Після дощу»            | Су Джін                 | Камео (одноактна драма) | KBS2   | [ 14 ] |
| 2019 | «Безодня»               | Чан Хі Джін / О Су Джін |                         | tvN    | [ 4 ]  |
| 2020 | «Світ подружньої пари»  | Йо Да Кьон              | Головна роль            | JTBC   | [ 5 ]  |
| 2021 | «І все-таки»            | Ю На Бі                 | Головна роль            | JTBC   | [ 15 ] |

### Вебсеріали
| Рік  | Назва             | Роль                 | Замітки   | Платформа | Прим.         |
| ---- | ----------------- | -------------------- | --------- | --------- | ------------- |
| 2021 | «Моє ім'я»        | Юн Джи У / О Хе Джин |           | Netflix   | [ 16 ] [ 17 ] |
| 2022 | «Саундтрек №1»    | Лі Ин Су             |           | Disney+   | [ 18 ] [ 10 ] |
| 2023 | «Істота Кьонсону» | Юн Чхе Ок            | Сезон 1–2 | Netflix   | [ 19 ] [ 20 ] |

### Музичні відео
| Назва                | Рік  | Виконавець(и)        | Прим.  |
| -------------------- | ---- | -------------------- | ------ |
| «Tell Me What To Do» | 2016 | Shinee               | [ 21 ] |
| «That Girl»          | 2017 | Чон Йон Хва (з Loco) | [ 22 ] |
| «The Hardest Part»   | 2018 | Роя Кіма             | [ 23 ] |
| «You & I»            | 2019 | MeloMance            | [ 24 ] |

## Нагороди та номінації
| Церемонія нагородження                | Рік  | Категорія                                                   | Номінант / Робота       | Результат | Прим.         |
| ------------------------------------- | ---- | ----------------------------------------------------------- | ----------------------- | --------- | ------------- |
| Премія «Зірок МААТР»                  | 2021 | Найкраща нова акторка                                       | «Світ подружньої пари»  | Номінація | [ 25 ]        |
| Премія «Зірок МААТР»                  | 2022 | Нагорода за високу майстерність, Найкраща акторка OTT драми | «Моє ім'я»              | Номінація | [ 26 ]        |
| Премія «Зірок МААТР»                  | 2022 | Нагорода «Популярна зірка» (акторки)                        | «Моє ім'я»              | Номінація | [ 27 ]        |
| Премія азійський артист               | 2020 | Новачок року                                                | «Світ подружньої пари»  | Перемога  | [ 28 ]        |
| Премія азійський артист               | 2021 | Найкраща артистка (Телесеріали/Фільми)                      | Хан Со Хі               | Перемога  | [ 29 ] [ 30 ] |
| Премія азійський артист               | 2021 | Нагорода за популярність (Телесеріали/Фільми)               | Хан Со Хі               | Номінація | [ 31 ]        |
| Премія азійський артист               | 2022 | Найкраща артистка (Телесеріали/Фільми)                      | Хан Со Хі               | Перемога  | [ 32 ]        |
| Премія мистецтв Пексан                | 2020 | Найкращий акторський дебют (жінки) — Телебачення            | «Світ подружньої пари»  | Номінація | [ 33 ]        |
| Премія мистецтв Пексан                | 2022 | Найкраща жіноча роль — Телебачення                          | «Моє ім'я»              | Номінація | [ 34 ]        |
| Телевізійна премія «Блакитний дракон» | 2022 | Найкраща нова акторка                                       | «Моє ім'я»              | Номінація | [ 35 ]        |
| Премія «Бренд року»                   | 2020 | Найкраща акторка року — Висхідна зірка                      | «Світ подружньої пари»  | Перемога  | [ 36 ]        |
| Премія Kinolights                     | 2021 | Акторка року (Внутрішній ринок)                             | «І все-таки» «Моє ім'я» | 1-ше      | [ 37 ]        |
| Премія корейського першого бренду     | 2020 | Найкраща висхідна зірка (акторки)                           | «Світ подружньої пари»  | Перемога  | [ 38 ]        |
| Премія MBC драма                      | 2017 | Найкраща нова акторка                                       | «Квітка грошей»         | Номінація | [ 39 ]        |

### Рейтингові списки
| Видавець | Рік  | Список                                                                  | Місце | Прим.  |
| -------- | ---- | ----------------------------------------------------------------------- | ----- | ------ |
| «Сіне21» | 2021 | Нові акторки, які очолять Корейську індустрію відеоконтенту у 2022 році | 1-ше  | [ 40 ] |
| Forbes   | 2021 | Korea Power Celebrity                                                   | 39-те | [ 41 ] |
| Forbes   | 2022 | Korea Power Celebrity                                                   | 28-ме | [ 42 ] |